# Častkov

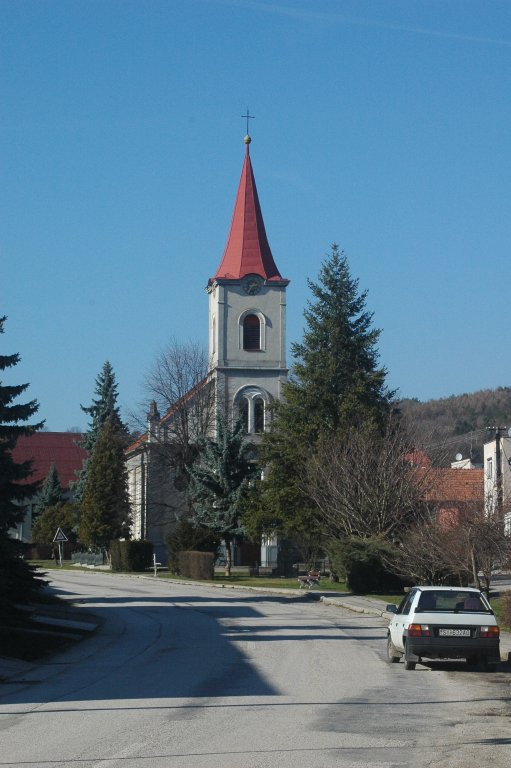
Častkov

Častkov (Hongaars: Császkó) is een Slowaakse gemeente in de regio Trnava, en maakt deel uit van het district Senica.
Častkov telt 624 inwoners.